# Équipe du Gabon féminine de basket-ball
L'équipe du Gabon de basket-ball féminin est une sélection composée des meilleures joueuses gabonaises de basket-ball.
Les Gabonaises terminent septièmes du Championnat d'Afrique en 2015 et neuvièmes en 2005. L'équipe ne s'est jamais qualifiée pour les Jeux olympiques ou le Championnat du monde de basket-ball féminin.